# Bela IV da Hungria
Bela IV (Transilvânia, 29 de novembro de 1206 – Buda, 3 de maio de 1270) foi rei da Hungria entre 1235 e 1270.

## Biografia
Em 1238, a Hungria foi invadida por tribos cumanas que fugiam do avanço das hordas mongóis. De maneira a forjar uma aliança com os cumanos, concedeu-lhes asilo e prometeu seu filho e herdeiro Estêvão em casamento à filha de um cã cumano chamado Cuteno. Os cumanos converteram-se ao cristianismo e foram batizados. Lutaram ao lado dos húngaros contra os mongóis.
Bela procurou recuperar terras da coroa anteriormente perdidas, de modo a fortalecer o poder real. Suas ações o tornaram impopular com a nobreza húngara justamente no momento em que os mongóis avançavam em direção à Europa. Ciente do perigo, Bela ordenou que a nobreza se mobilizasse. Poucos o fizeram e os mongóis destruíram o exército húngaro em Mohi, em 11 de Abril de 1241. Seu aliado Cuteno foi executado em Budapeste por aristocratas húngaros pouco antes da invasão.
Bela fugiu, de início, para a Áustria, sendo mantido como refém pelo Duque Frederico de Babemberga. Em seguida, refugiou-se em Trogir, na Dalmácia. Os mongóis reduziram as cidades e vilas da Hungria a cinzas e mataram metade da população, retirando-se apenas quando lhes chegou a notícia da morte de Ogadai Cã, em Caracórum.
Bela passou então a dirigir a reconstrução do país e ordenou que um sistema de castelos (végvár) fosse erigido como defesa contra um possível retorno dos mongóis.

## Relações familiares
Foi filho de André II Arpade e de Gertrudes de Merânia. Casou em 1218 com Maria Lascarina (1206 - 1270), filha do Imperador Teodoro I Láscaris de Niceia, gerou os seguintes filhos:
1. Margarida da Hungria (c. 1220 – 20 de Abril de 1242). Casou com Guilherme de Saint-Omer. O seu marido surge listado nos documentos genealógicos como "Senhor de Tebas".
2. Santa Cunegunda (5 de Março de 1224 – 24 de Julho de 1292) (também conhecida pelo seu diminutivo húngaro Kinga),[4] casou-se com o Rei Boleslau V da Polónia; após a morte do marido ingressou na vida religiosa tendo sido primeiro freira e depois abadessa; foi canonizada pelo Papa João Paulo II em 1999;
3. Ana da Hungria, (1226 ou 1227 – c. 3 de Julho de 1270), foi casada com o príncipe Rostislau da Eslavônia;
4. Isabel da Hungria, (1236 – 24 de Outubro de 1271), foi casada com Henrique XIII da Baviera, Duque da Baviera.
5. Constança da Hungria, c. 1237 – depois de 1252. Foi casada com o duque da Galícia.
6. Estêvão V da Hungria (István), (c. Dezembro de 1240 — 6 de Agosto de 1272) foi rei da Hungria de 1270 até a sua morte. Casou com Isabel da Cumânia (c. 1240 - 1290), rainha da Hungria, filha de Kuthen da Cumânia, cã da Cumânia (1242 -?) e de Galícia de Halicz.
7. Iolanda da Hungria (? – 16 ou 17 de Junho de 1303), casou com Boleslau da Grande Polónia. Mais tarde veio a ingressar na vida religiosa tendo-se tornado freira e depois abadessa, encontrando-se entre os candidatos a Santos.
8. Santa Margarida da Hungria (Margit) (27 de Janeiro de 1242 – 18 de Janeiro de 1271),[4] canonizada pela Igreja Católica em 1943 em Budapeste; a ilha Margarida (Margit Sziget), em Budapeste, recebeu este nome em sua homenagem.
9. Bela da Eslavônia (c. 1245 – 1269), duque da Eslavônia, Croácia e Dalmácia. Casou com Cunigunda de Brandemburgo, filha de Otão III de Brandemburgo.
10. Catarina da Hungria (c. 1229 - 1242). Morreu enquanto viajava com a sua família devido aos acontecimentos da Batalha de Mohi.

## Árvore genealógica da Casa de Arpades
|-